# اخلاق موجودات با آگاهی نامشخص

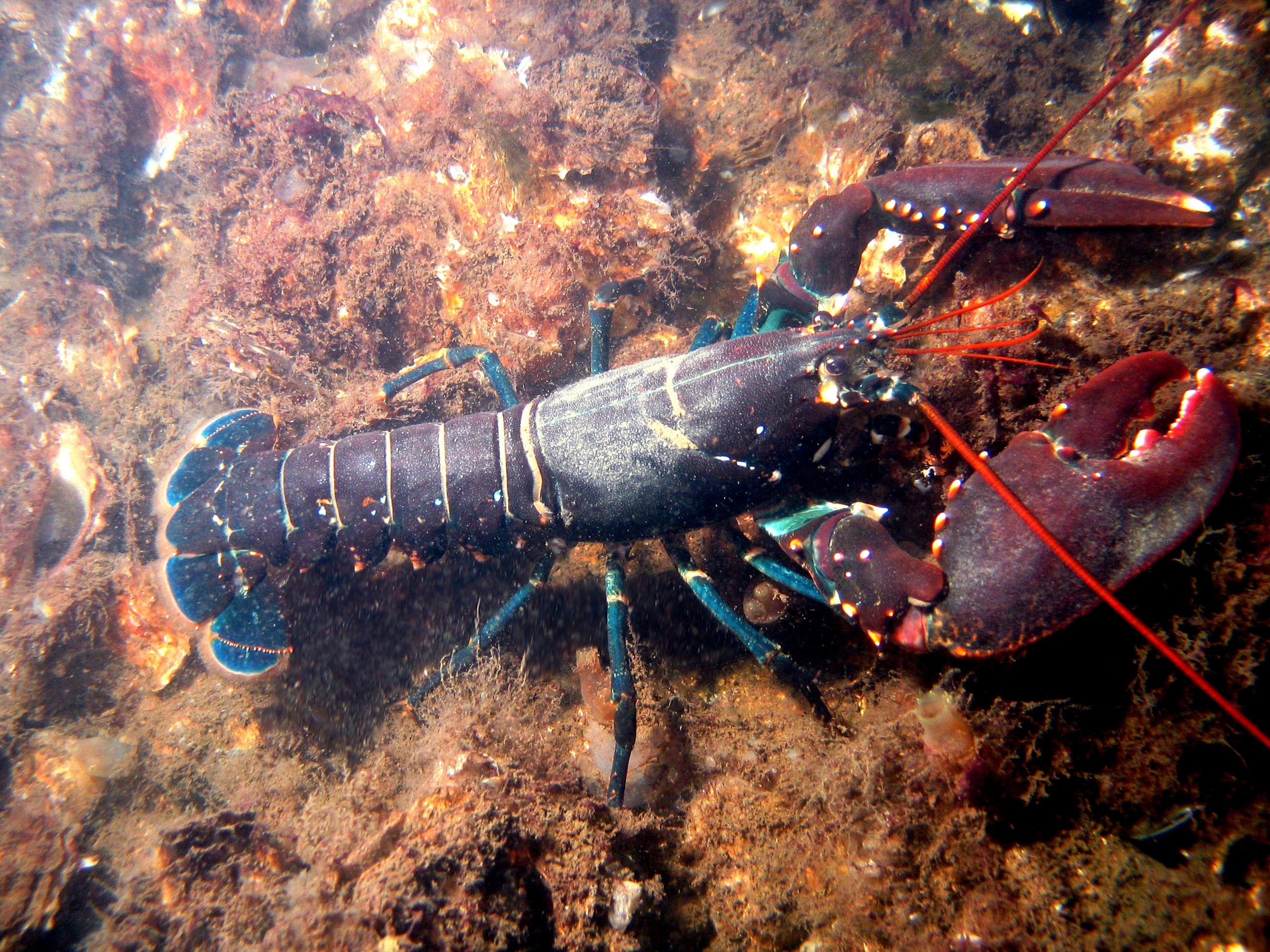
سؤالات اخلاقی دربارهٔ اینکه آیا سخت‌پوستان، مانند خرچنگ، دارای آگاهی هستند و می‌توانند درد را تجربه کنند، موضوع بحث‌های زیادی بوده است. امروزه، معمولاً خرچنگ‌ها دارای آگاهی در نظر گرفته می‌شوند.

اخلاق موجودات با آگاهی نامشخص به پرسش‌هایی دربارهٔ نحوهٔ رفتار و تعهدات اخلاقی نسبت به موجوداتی اشاره دارد که آگاهی—یعنی توانایی احساس و درک ذهنی—و در نتیجه توانایی تجربهٔ درد در آن‌ها نامشخص است؛ این موضوع به‌ویژه در زمینهٔ اخلاق حیوانات مورد بحث قرار گرفته است، و اصل احتیاط اغلب به عنوان پاسخ مطرح می‌شود.

## دیدگاه‌ها

### اخلاق حیوانات
دیوید فاستر والاس در مقالهٔ سال ۲۰۰۵ خود با عنوان «به خرچنگ توجه کن» به بررسی امکان وجود آگاهی و ظرفیت سخت‌پوستان برای تجربهٔ درد و پیامدهای اخلاقی ناشی از خوردن آن‌ها پرداخت. در سال ۲۰۱۴، فیلسوف رابرت سی. جونز پرسش اخلاقی مطرح‌شده توسط والاس را بررسی کرد و استدلال کرد که: «حتی اگر کسی نسبت به آگاهی سخت‌پوستان تردید داشته باشد، هنگام بررسی مسائل رفاه حیوانات، منطقی‌تر آن است که اصل احتیاط در رفتار با این حیوانات رعایت شود و جانب احتیاط گرفته شود.» ماکسیمیلیان پادن الدر نیز دیدگاهی مشابه در مورد توانایی ماهی‌ها در احساس درد مطرح کرده و استدلال کرده است که: «اصل احتیاط اخلاقی‌ترین اصولی است که باید در مواجهه با عدم قطعیت اتخاذ شود.»
در مقالهٔ سال ۲۰۱۵ خود با عنوان «به خرچنگ بازاندیشی کنیم»، جف سبو به بحث دیوید فاستر والاس دربارهٔ دشواری تعیین اینکه آیا یک حیوان می‌تواند درد را تجربه کند، اشاره می‌کند. سبو این مسئله را که چگونه باید با موجودات با آگاهی نامشخص رفتار کرد، «مشکل آگاهی» می‌نامد و استدلال می‌کند که این مشکلی است که «والاس مطرح کرده و سزاوار توجه فلسفی بسیار بیشتری است نسبت به آنچه تاکنون دریافت کرده است.» او می‌گوید که دو پیش‌فرض محرک پشت این مشکل وجود دارد: «آگاهی‌گرایی دربارهٔ وضعیت اخلاقی» — یعنی این ایده که اگر فردی دارای آگاهی باشد، باید مورد توجه اخلاقی قرار گیرد — و «نامشخص بودن دربارهٔ ذهن‌های دیگر»، که به عدم قطعیت علمی و فلسفی دربارهٔ اینکه کدام موجودات آگاه هستند اشاره دارد.
در پاسخ به این مشکل، جف سبو سه رویکرد احتمالی متفاوت را مطرح می‌کند:
اصل بی‌احتیاطی، که فرض می‌کند در موارد عدم قطعیت دربارهٔ آگاهی، از نظر اخلاقی مجاز است که موجودات را گویی فاقد آگاهی هستند، رفتار کنیم.
اصل احتیاط، که بیان می‌کند در چنین مواردی، ما موظفیم موجودات را گویی آگاه هستند، در نظر بگیریم؛ و
اصل ارزش مورد انتظار، که ادعا می‌کند ما «از نظر اخلاقی موظفیم احتمال آگاه بودن یک موجود را در میزان ارزش اخلاقی‌ای که در صورت آگاه بودن می‌داشت، ضرب کنیم و حاصل این معادله را به عنوان میزان ارزش اخلاقی واقعی آن موجود در نظر بگیریم.»
سبو از رویکرد سوم یعنی اصل ارزش مورد انتظار حمایت می‌کند.

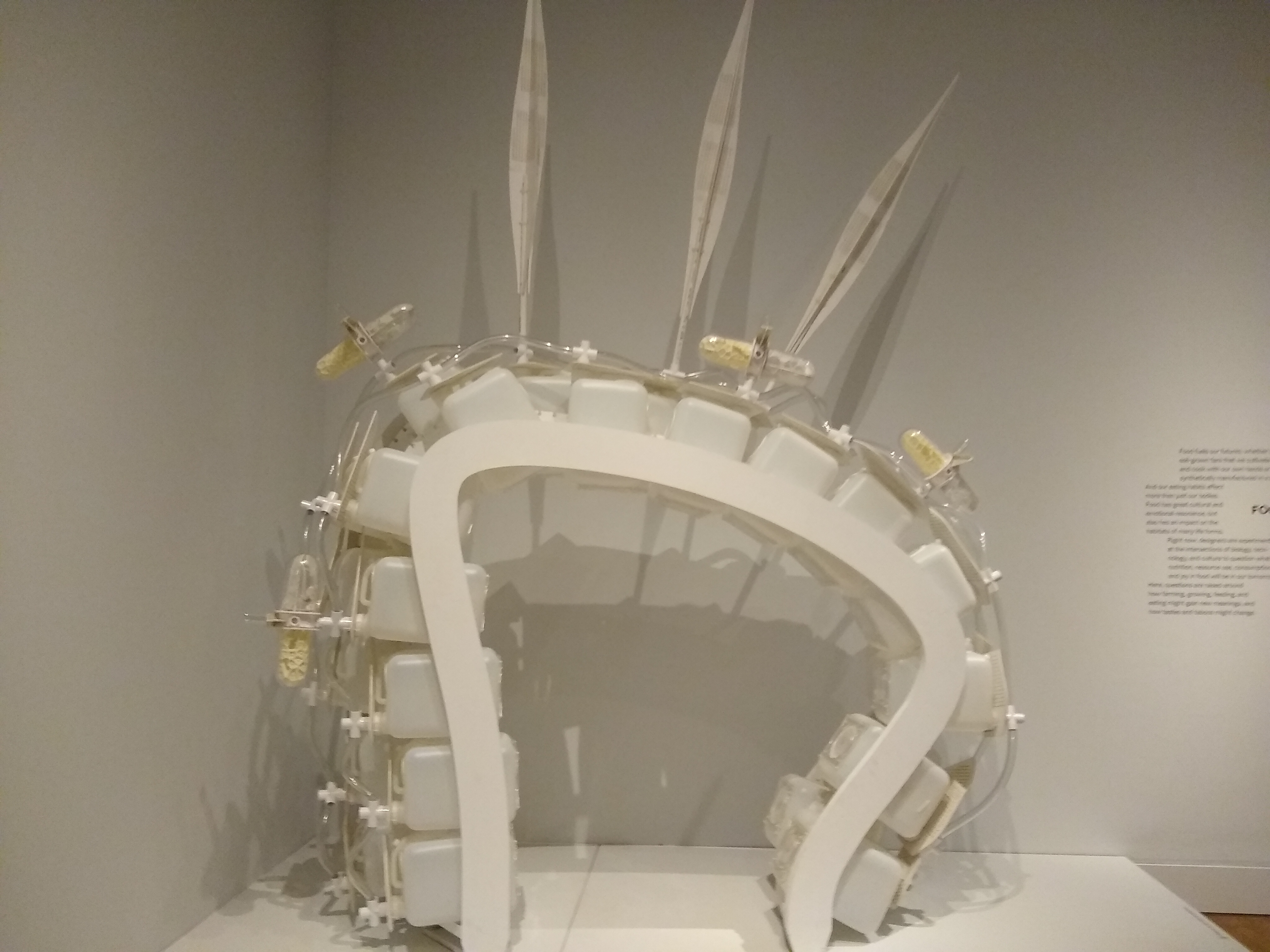
یک مزرعهٔ مدولار پرورش کریکت. آگاهی جیرجیرک‌ها نامشخص است، اما تعداد حیوانات مورد نیاز برای هر وعدهٔ غذایی بسیار بالاست.

جاناتان برچ، در پاسخ به پرسش‌های پیرامون آگاهی حیوانات، از یک چارچوب عملی بر پایهٔ اصل احتیاط حمایت می‌کند و استدلال می‌کند که این چارچوب با رویه‌های رایج در علم رفاه حیوانات به خوبی هماهنگ است.
سایمون کنوتسون و کریستین مونته استدلال می‌کنند که از دیدگاه اخلاق فضیلت، وقتی پای حیواناتی با آگاهی نامشخص، مانند «ماهی‌ها، بی‌مهرگانی همچون سخت‌پوستان، حلزون‌ها و حشرات» در میان است، «لازم است یک فرد اخلاقاً شایسته (یا بافضیلت) دست‌کم به جنبه‌های احتمالی اخلاقاً مرتبط این حیوانات توجه کند و با احتیاط برخورد نماید.»
شلی آدامو استدلال می‌کند که گرچه اصل احتیاط در ارتباط با احتمال وجود آگاهی در بی‌مهرگان ایمن‌ترین گزینه است، اما این رویکرد بدون هزینه نیست؛ چرا که قانون‌گذاری بی‌فکرانه براساس اصل احتیاط می‌تواند از نظر اقتصادی پرهزینه باشد و بنابراین باید در به‌کارگیری آن جانب احتیاط را رعایت کنیم.

### اخلاق محیط زیست
کای چان از یک اخلاق محیط زیست حمایت می‌کند، که نوعی گسترش اخلاقی است که به همهٔ موجودات زنده اعمال می‌شود، زیرا «احتمال غیرصفر برای وجود آگاهی و هوشیاری در آن‌ها وجود دارد» و «ما نمی‌توانیم به دلیل نامشخص بودن آگاهی موجودات، آن‌ها را از ملاحظات اخلاقی کنار بگذاریم.»

### اخلاق هوش مصنوعی
نیک باستروم و الایزر یودکوفسکی استدلال می‌کنند که اگر هوش مصنوعی دارای آگاهی باشد، آزار غیرضروری آن نادرست است، همان‌گونه که آزار یک حیوان نادرست است، مگر آنکه «دلایل اخلاقی به‌اندازهٔ کافی قوی و غالب برای انجام آن وجود داشته باشد.» آنان همچنین از «اصل عدم تبعیض بر پایهٔ بستر» حمایت می‌کنند که بیان می‌کند: «اگر دو موجود دارای همان کارکرد و همان تجربهٔ آگاهانه باشند و تنها در بستر اجرای آن‌ها تفاوت وجود داشته باشد، آنگاه وضعیت اخلاقی آن‌ها برابر است.»
زونکه زیشه و رومن یامپولسکی اصطلاح «رفاه هوش مصنوعی» را ابداع کردند و حوزهٔ علمی جدیدی به نام «علم رفاه هوش مصنوعی» را معرفی نمودند که برگرفته از علم رفاه حیوانات است.

### عصب‌شناسی اخلاق
آدام جی. شریور از «رویکردهای دقیق، احتیاطی و احتمالاتی به آگاهی» حمایت می‌کند و استدلال می‌کند که شواهد ارائه‌شده توسط عصب‌شناسی برای هر یک از این رویکردها اهمیت متفاوتی دارد؛ او نتیجه می‌گیرد که حفاظت‌های پایه برای حیوانات باید بر اساس اصل احتیاط هدایت شود و گرچه شواهد عصب‌شناختی در برخی موارد برای نشان دادن نیاز به حمایت از موجودات برخی گونه‌ها ضروری نیست، اما «جستجوی مداوم برای یافتن همبسته‌های عصبی آگاهی باید دنبال شود تا از آسیب‌هایی که ناشی از برداشت‌های نادرست است، جلوگیری شود.»